# ریوند (دریاچه)
رِیوَنْد (به اوستایی: رَئِوَنْت) به معنای «دارندهٔ جلال و شکوه و فروغ»؛ نام دریاچه‌ای که بر پایه گفتار بندهش، در حوالی کوه ریوند در نیشابور خراسان، قرار دارد. برکه‌های سی‌سر در جنوب روستاهای اندراب و زرنده از توابع دهستان بینالود بخش مرکزی شهرستان نیشابور را بر دریاچه ریوند مطابقت داده‌اند.

## در اوستا و متون پهلوی
نام این دریاچه در «اوستا» نیامده است. بر پایه متون پهلوی؛ کوهی به نام «سِپَندیار» یا «سپندیاد»، در کنار و مُشرِف بر این دریاچه است. نام این کوه در «زامیادیشت» از دفتر یشت‌های «اوستا» به صورت «سپنتودات» آمده‌است. سپنتودات به معنی «آفریده خرد مقدس» یا «آفریده وَرجاوَند مینوی» است. پورداود و اوشیدری، جای سپندیاد (سپنتودات) را در محیط ریوند دانسته و بهزادی، آن را از متفرعات و شاخه‌های کوه ریوند برشمرده است.

## در جغرافیای امروز

نمایی از جلگه همجوار روستاهای اندراب و زرنده در شمال غربی نیشابور؛ که برکه‌های سه‌گانه سی‌سر (موسوم به دریاچه ریوند) در آن قرار گرفته‌اند.

نمایی از برکه دوم از برکه‌های سه‌گانه سی‌سر در شمال غربی نیشابور، موسوم به دریاچه ریوند.

دریاچه ریوند؛ بر پایه متون پهلوی، در کنار کوه سپندیار در کوهستان ریوند است. فریدون جنیدی، از این دریاچه، بر کوه ریوند و در نزدیکی آتشکده آذر برزین‌مهر (در پیرامون برزنون نیشابور) یاد کرده مانوئل بِربِریان، دربارهٔ این ناحیه، می‌گوید: در ۳۷ کیلومتری شمال باختری شهر نیشابور (و ۱۱ کیلومتری شمال خاوری کان فیروزه نیشابور، بر سر کوره‌راهی که از کان فیروزه و کان گچ نیشابور به جلگه ماروسک می‌رود)؛ در کوهپایه‌های شمالی کوه سی‌سر (در جنوب روستاهای اندراب و زرنده)؛ چند برکه کوچک است که در میان روستاییان افسانه‌های بس شگفتی پیرامون آنها وجود دارد. بر پایه بررسی‌های جنیدی؛ آب این برکه‌ها، بویژه بزرگترین آن‌ها که سو (Sow) نامیده می‌شود، در چشم ایرانیان کهن، یکی از گرامی‌ترین آب‌های جهان بوده و از دورترین روزگاران، شناخته شده و مقدس بوده‌است. گفتنی است که جنیدی و بربریان، این ناحیه (در نزدیکی برزنون و در دامنه کوه‌های سی‌سر) یا چشمه سبز (بر فراز کوهستان بینالود؛ میان شهرستان نیشابور و شهرستان چناران امروزین) را به عنوان «دریاچه سوور» (یاد شده در «بندهش» و «گزیده‌های زادسپرم» که در نزدیکی آذر برزین‌مهر بوده) در پیش نگاه و گمان داشته‌اند.

## پانوشت‌ها
1. ↑  اوستا؛ کهن‌ترین سرودها و متنهای ایرانی، ترجمهٔ گزارش و پژوهش جلیل دوستخواه، تهران: مروارید، ۱۳۷۵، ص. ج۲، ص۹۹۰
2. ↑  بندهش هندی؛ متنی به زبان پارسی میانه، تهران: پژوهشگاه علوم انسانی و مطالعات فرهنگی، ۱۳۸۸، ص. ص۲۳۶
3. 1 2 3  پایتخت‌های ایران، ترجمهٔ به کوشش محمدیوسف کیانی، تهران: سازمان میراث فرهنگی کشور، ۱۳۷۴، ص. ص۳۲۹
4. 1 2 3  مانوئل بربریان (۱۳۷۶)، جستاری در پیشینه دانش کیهان و زمین در ایران‌ویچ، تهران: نشر بلخ، ص. ص۸۱
5. ↑  اوستا؛ کهن‌ترین سرودها و متنهای ایرانی، ترجمهٔ گزارش و پژوهش جلیل دوستخواه، تهران: مروارید، ۱۳۷۵
6. ↑  بندهش هندی؛ متنی به زبان پارسی میانه، تهران: پژوهشگاه علوم انسانی و مطالعات فرهنگی، ۱۳۸۸، ص. ص۸۸
7. 1 2  فرنبغ دادگی (۱۳۹۰)، بندهش، ترجمهٔ گزارنده مهرداد بهار، تهران: توس، ص. ص۷۲
8. 1 2 3  یشت‌ها، ترجمهٔ تفسیر و تألیف ابراهیم پورداود، تهران: اساطیر، ۱۳۷۷، ص. ج۲، ص۳۲۹
9. ↑  اوستا؛ کهن‌ترین سرودها و متنهای ایرانی، ترجمهٔ گزارش و پژوهش جلیل دوستخواه، تهران: مروارید، ۱۳۷۵، ص. ج۲، ص۱۰۰۲
10. 1 2  جهانگیر اوشیدری (۱۳۸۶)، دانشنامه مزدیسنا: واژه‌نامه توضیحی آیین زرتشت، تهران: نشر مرکز، ص. ص۳۱۸
11. 1 2  بندهش هندی؛ متنی به زبان پارسی میانه، تهران: پژوهشگاه علوم انسانی و مطالعات فرهنگی، ۱۳۸۸، ص. ص۲۳۶
12. ↑  خسرو قلی‌زاده (۱۳۹۲)، فرهنگ اساطیر ایرانی بر پایه متون پهلوی، تهران: بنگاه ترجمه و نشر کتاب پارسه، ص. ص۲۶۲
13. ↑  خسرو قلی‌زاده (۱۳۹۲)، فرهنگ اساطیر ایرانی بر پایه متون پهلوی، تهران: بنگاه ترجمه و نشر کتاب پارسه، ص. ص۲۳۱
14. ↑  گزیده‌های زادسپرم، ترجمه راشد محصل، تهران: مؤسسه مطالعات و تحقیقات فرهنگی، ۱۳۶۶، ص. ص۱۱

## فهرست منابع
- «اوستا؛ کهن‌ترین سرودها و متنهای ایرانی»، گزارش و پژوهش جلیل دوستخواه، تهران: مروارید، ۱۳۷۵.
- «بُندهش»، فرنبغ دادگی، گزارنده مهرداد بهار، تهران: توس، ۱۳۹۰.
- «بندهش هندی؛ متنی به زبان پارسی میانه»، تصحیح و ترجمه رقیه بهزادی، تهران: پژوهشگاه علوم انسانی و مطالعات فرهنگی، ۱۳۸۸.
- «پایتخت‌های ایران»، به کوشش محمدیوسف کیانی، تهران: سازمان میراث فرهنگی کشور، ۱۳۷۴.
- «جستاری در پیشینه دانش کیهان و زمین در ایرانویچ»، مانوئل بربریان، تهران: نشر بلخ، ۱۳۷۶.
- «دانشنامه مزدیسنا: واژه‌نامه توضیحی آیین زرتشت»، جهانگیر اوشیدری، تهران: نشر مرکز، ۱۳۸۶.
- «فرهنگ اساطیر ایرانی؛ بر پایه متون پهلوی»، خسرو قلی‌زاده، تهران: بنگاه ترجمه و نشر کتاب پارسه، ۱۳۹۲.
- «گزیده‌های زادسپرم»، ترجمه راشد محصّل، تهران: مؤسسه مطالعات و تحقیقات فرهنگی، ۱۳۶۶.
- «یشت‌ها»، تفسیر و تألیف ابراهیم پورداود، تهران: اساطیر، ۱۳۷۷.